# قطار سفلي
قطار سفلي (بالفارسية: قطارسفلي) هي مستوطنة تقع في مقاطعة غرمي في إيران. يقدر عدد سكانها بـ 80 نسمة .